# 모아나 (2026년 영화)
《모아나》(Moana)는 2026년 개봉 예정인 미국의 뮤지컬, 액션, 모험, 판타지 영화이다. 동명 애니메이션 영화의 실사화 작품이다. 배우 캐서린 라가아이아가 주인공 모아나 역을 맡았다.

## 출연진
- 캐서린 라가아이아 - 모아나 역
- 드웨인 존슨 - 마우이 역
- 존 투이 - 투이 족장 역
- 프랭키 애덤스 - 시나 역
- 리나 오언 - 탈라 할머니 역